# Gasteracantha kuhli
Gasteracantha kuhli là một loài nhện trong họ Araneidae.
Loài này thuộc chi Gasteracantha. Gasteracantha kuhli được Carl Ludwig Koch miêu tả năm 1837.

## Hình ảnh

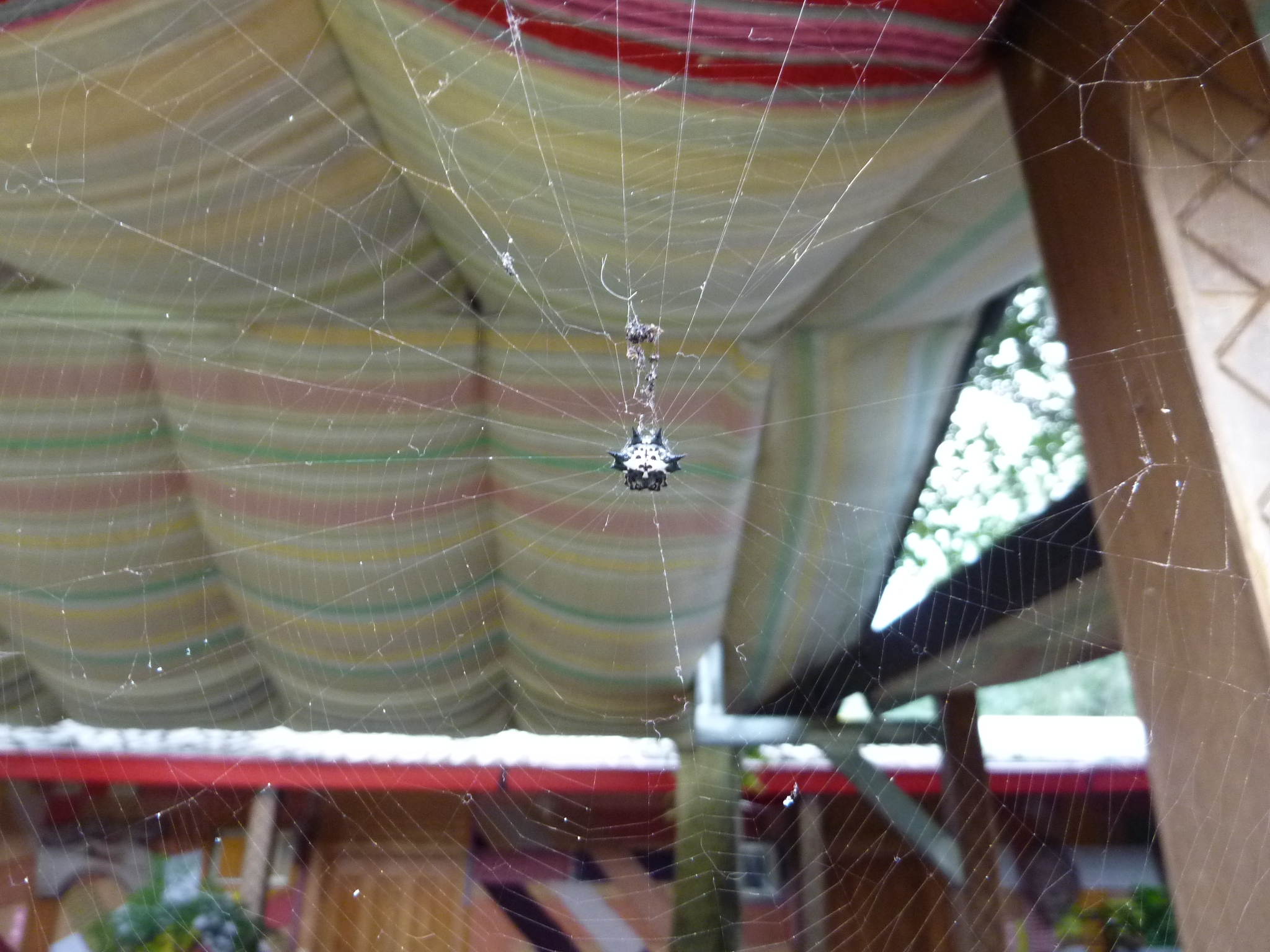
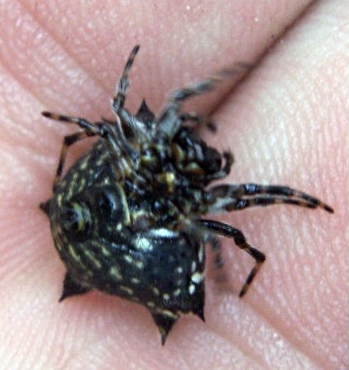
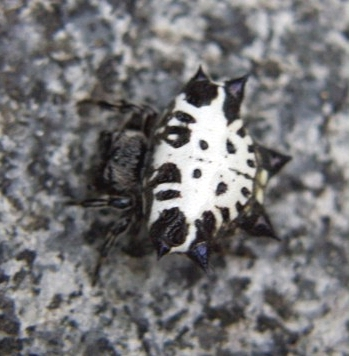